# 日本已消失城市列表
本列表是顯示日本城市在合併後已經不存在的城市：
1. 本列表只含日本內地的城市，昔日的外地如臺灣、朝鮮、關東州等地的城市並不列出。
2. 本列表包括合併後保留原名的城市。
3. 本列表包括合併後再分離的城市。
4. 本列表包括改名的城市。
5. 本列表包括合併後的城市現已不存在的城市。
6. 本列表仍未完成，歡迎繼續補充。

## 1950年以前
- 山口縣赤間關市（1902年6月1日），改名為下關市。
- 京都府伏見市（1931年4月1日），編入到京都市，改編為伏見區的一部分。
- 滋賀縣大津市（1933年4月1日），合併為新大津市。
- 兵庫縣尼崎市（1936年4月1日），合併為新尼崎市。
- 大阪府岸和田市（1942年4月1日），合併為新岸和田市。
- 京都府舞鶴市（1943年5月27日），合併為新舞鶴市。
- 京都府東舞鶴市（1943年5月27日），合併為新舞鶴市。
- 東京府東京市（1943年7月1日），因成立東京都而廢止。
- 山口縣德山市（1944年4月1日），合併為新德山市。
- 兵庫縣姬路市（1946年3月1日），合併為新姬路市。
- 兵庫縣飾磨市（1946年3月1日），合併為新姬路市。
- 德島縣鳴南市（1947年5月15日），改名為鳴門市。
- 埼玉縣忍市（1949年5月3日），設市當天改名為行田市。
- 樺太廳豐原市（1949年6月1日），日本放棄樺太主權。

## 1950年-1959年
- 福岡縣福島市（1954年4月1日），設市當天改名為八女市。
- 兵庫縣三木市（1954年7月1日），合併為新三木市。
- 沖繩縣首里市（1954年9月1日），編入到那霸市。（美國統治琉球時期）
- 栃木縣鹿沼市（1954年10月1日），合併為新鹿沼市。
- 千葉縣東葛市（1954年11月15日），改名為柏市。
- 福島縣若松市（1955年1月1日），改名為會津若松市。
- 三重縣宇治山田市（1955年1月1日），改名為伊勢市。
- 岩手縣釜石市（1955年4月1日），合併為新釜石市。
- 靜岡縣富士宮市（1955年4月1日），合併為新富士宮市。
- 福岡縣宇島市（1955年4月14日），改名為豐前市。
- 茨城縣茨城市（1956年3月31日），設市當天改名為北茨城市。
- 岡山縣兒島市（1956年4月1日），合併為新兒島市。
- 長野縣飯田市（1956年9月30日），合併為新飯田市。
- 青森縣三本木市（1956年10月10日），改名為十和田市。
- 沖繩縣真和志市（1957年12月17日），編入到那霸市。（美國統治琉球時期）
- 愛知縣舉母市（1959年1月1日），改名為豐田市。
- 大阪府南大阪市（1959年1月15日），設市當天改名為羽曳野市。

## 1960年-1969年
- 青森縣大湊田名部市（1960年8月1日），改名為陸奥市。
- 福岡縣門司市（1963年2月10日），合併為北九州市。
- 福岡縣小倉市（1963年2月10日），合併為北九州市。
- 福岡縣若松市（1963年2月10日），合併為北九州市。
- 福岡縣八幡市（1963年2月10日），合併為北九州市。
- 福岡縣戶畑市（1963年2月10日），合併為北九州市。
- 愛知縣守山市（1963年2月15日），編入到名古屋市，改編為守山區。
- 福岡縣飯塚市（1963年4月1日），合併為新飯塚市。
- 大分縣大分市（1963年3月10日），合併為新大分市。
- 大分縣鶴崎市（1963年3月10日），合併為新大分市。
- 福島縣郡山市（1955年1月1日），合併為新郡山市。
- 廣島縣福山市（1966年5月1日），合併為新福山市。
- 廣島縣松永市（1966年5月1日），合併為新福山市。
- 福島縣平市（1966年10月1日），合併為磐城市。
- 福島縣內鄉市（1966年10月1日），合併為磐城市。
- 福島縣磐城市（1966年10月1日），合併為磐城市。（市名改由平假名顯示）
- 福島縣勿來市（1966年10月1日），合併為磐城市。
- 福島縣常磐市（1966年10月1日），合併為磐城市。
- 長野縣長野市（1966年10月16日），合併為新長野市。
- 長野縣篠之井市（1966年10月16日），合併為新長野市。
- 靜岡縣吉原市（1966年11月1日），合併為新富士市。
- 靜岡縣富士市（1966年11月1日），合併為新富士市。
- 大阪府三島市（1966年11月1日），設市當天改名為攝津市。
- 大阪府美陵市（1966年11月1日），設市當天改名為藤井寺市。
- 大阪府布施市（1967年2月1日），合併為東大阪市。
- 大阪府河內市（1967年2月1日），合併為東大阪市。
- 大阪府枚岡市（1967年2月1日），合併為東大阪市。
- 岡山縣倉敷市（1967年2月1日），合併為新倉敷市。
- 岡山縣兒島市（1967年2月1日），合併為新倉敷市。
- 岡山縣玉島市（1967年2月1日），合併為新倉敷市。
- 鹿兒島縣鹿兒島市（1967年4月29日），合併為新鹿兒島市。
- 鹿兒島縣谷山市（1967年4月29日），合併為新鹿兒島市。
- 岡山縣西大寺市（1969年2月18日），合併為岡山市。

## 1970年-1979年
- 東京都大和市（1970年10月1日），設市當天改名為東大和市。
- 東京都久留米市（1970年10月1日），設市當天改名為東久留米市。
- 東京都村山市（1970年11月3日），設市當天改名為武藏村山市。
- 北海道瀧川市（1971年4月1日），合併為新瀧川市。
- 新潟縣高田市（1971年4月29日），合併為上越市。
- 新潟縣直江津市（1971年4月29日），合併為上越市。
- 福岡縣大野市（1972年4月1日），設市當天改名為大野城市。
- 千葉縣茂原市（1972年5月1日），合併為新茂原市。
- 東京都秋多市（1972年5月5日），設市當天改名為秋川市。
- 京都府長岡市（1972年10月1日），設市當天改名為長岡京市。
- 北海道龜田市（1973年12月1日），編入到函館市。
- 沖繩縣古座市（1974年4月1日），合併為沖繩市。

## 1980年-1989年
- 大阪府狹山市（1987年10月1日），設市當天改名為大阪狹山市。
- 宮城縣泉市（1988年3月1日），編入到仙台市。

## 1990年-1999年
- 岩手縣北上市（1991年4月1日），合併為新北上市。
- 茨城縣那珂湊市（1994年11月1日），合併為常陸那珂市。
- 茨城縣勝田市（1994年11月1日），合併為常陸那珂市。
- 東京都秋川市（1995年9月1日），合併為秋留野市。
- 北海道廣島市（1996年9月1日），設市當天改名為北廣島市。
- 京都府田邊市（1997年4月1日），設市當天改名為京田邊市。

## 2000年-2003年
- 東京都田無市（2001年1月21日），合併為西東京市。
- 東京都保谷市（2001年1月21日），合併為西東京市。
- 埼玉縣浦和市（2001年5月1日），合併為埼玉市。
- 埼玉縣大宮市（2001年5月1日），合併為埼玉市。
- 埼玉縣與野市（2001年5月1日），合併為埼玉市。
- 靜岡縣靜岡市（2003年4月1日），合併為新靜岡市。
- 靜岡縣清水市（2003年4月1日），合併為新靜岡市。
- 福岡縣宗像市（2003年4月1日），合併為新宗像市。
- 山口縣德山市（2003年4月21日），合併為周南市。
- 山口縣新南陽市（2003年4月21日），合併為周南市。
- 長野縣更埴市（2003年9月1日），合併為千曲市。

## 2004年
- 新潟縣兩津市（2004年3月1日），合併為佐渡市。
- 廣島縣三次市（2004年4月1日），合併為新三次市。
- 愛媛縣川之江市（2004年4月1日），合併為四國中央市。
- 愛媛縣伊予三島市（2004年4月1日），合併為四國中央市。
- 長崎縣福江市（2004年8月1日），合併為五島市。
- 石川縣七尾市（2004年10月1日），合併為新七尾市。
- 島根縣安來市（2004年10月1日），合併為新安來市。
- 岡山縣高梁市（2004年10月1日），合併為新高梁市。
- 山口縣光市（2004年10月4日），合併為新光市。
- 鹿兒島縣川內市（2004年10月12日），合併為薩摩川內市。
- 岐阜縣惠那市（2004年10月25日），合併為新惠那市。
- 富山縣砺波市（2004年11月1日），合併為新砺波市。
- 三重縣上野市（2004年11月1日），合併為伊賀市。
- 愛媛縣西條市（2004年11月1日），合併為新西條市。
- 愛媛縣東予市（2004年11月1日），合併為新西條市。
- 三重縣桑名市（2004年12月6日），合併為新桑名市。

## 2005年
- 青森縣十和田市（2005年1月1日），合併為新十和田市。
- 栃木縣黑磯市（2005年1月1日），合併為那須鹽原市。
- 群馬縣伊勢崎市（2005年1月1日），合併為新伊勢崎市。
- 三重縣松阪市（2005年1月1日），合併為新松阪市。
- 愛媛縣北條市（2005年1月1日），編入到松山市。
- 佐賀縣唐津市（2005年1月1日），合併為新唐津市。
- 大分縣臼杵市（2005年1月1日），合併為新臼杵市。
- 三重縣龜山市（2005年1月11日），合併為新龜山市。
- 愛媛縣大洲市（2005年1月11日），合併為新大洲市。
- 熊本縣山鹿市（2005年1月15日），合併為新山鹿市。
- 愛媛縣今治市（2005年1月16日），合併為新今治市。
- 石川縣松任市（2005年2月1日），合併為白山市。
- 千葉縣鴨川市（2005年2月11日），合併為新鴨川市。
- 滋賀縣八日市市（2005年2月11日），合併為東近江市。
- 栃木縣佐野市（2005年2月11日），合併為新佐野市。
- 山口縣下關市（2005年2月13日），合併為新下關市。
- 山口縣柳井市（2005年2月21日），合併為新柳井市。
- 長崎縣諫早市（2005年3月1日），合併為新諫早市。
- 大分縣佐伯市（2005年3月3日），合併為新佐伯市。
- 山口縣萩市（2005年3月6日），合併為新萩市。
- 新潟縣糸魚川市（2005年3月19日），合併為新糸魚川市。
- 新潟縣新津市（2005年3月21日），編入到新潟市。
- 新潟縣白根市（2005年3月21日），編入到新潟市。
- 新潟縣豐榮市（2005年3月21日），編入到新潟市。
- 福岡縣柳川市（2005年3月21日），合併為新柳川市。
- 秋田縣本莊市（2005年3月22日），合併為由利本莊市。
- 秋田縣男鹿市（2005年3月22日），合併為新男鹿市。
- 秋田縣湯澤市（2005年3月22日），合併為新湯澤市。
- 秋田縣大曲市（2005年3月22日），合併為大仙市。
- 茨城縣岩井市（2005年3月22日），合併為坂東市。
- 山梨縣山梨市（2005年3月22日），合併為新山梨市。
- 島根縣出雲市（2005年3月22日），合併為新出雲市。
- 島根縣平田市（2005年3月22日），合併為新出雲市。
- 岡山縣總社市（2005年3月22日），合併為新總社市。
- 岡山縣備前市（2005年3月22日），合併為新備前市。
- 廣島縣三原市（2005年3月22日），合併為新三原市。
- 山口縣小野田市（2005年3月22日），合併為山陽小野田市。
- 山口縣長門市（2005年3月22日），合併為新長門市。
- 香川縣丸龜市（2005年3月22日），合併為新丸龜市。
- 熊本縣菊池市（2005年3月22日），合併為新菊池市。
- 青森縣五所川原市（2005年3月28日），合併為新五所川原市。
- 茨城縣下館市（2005年3月28日），合併為筑西市。
- 群馬縣太田市（2005年3月28日），合併為新太田市。
- 愛媛縣八幡濱市（2005年3月28日），合併為新八幡濱市。
- 鳥取縣米子市（2005年3月31日），合併為新米子市。
- 島根縣松江市（2005年3月31日），合併為新松江市。
- 岡山縣新見市（2005年3月31日），合併為新新見市。
- 廣島縣原市（2005年3月31日），合併為新原市。
- 大分縣豐後高田市（2005年3月31日），合併為新豐後高田市。
- 大分縣宇佐市（2005年3月31日），合併為新宇佐市。
- 青森縣青森市（2005年4月1日），合併為新青森市。
- 宮城縣石卷市（2005年4月1日），合併為新石卷市。
- 埼玉縣岩槻市（2005年4月1日），編入到埼玉市，改編為岩槻區。
- 埼玉縣秩父市（2005年4月1日），合併為新秩父市。
- 新潟縣十日町市（2005年4月1日），合併為新十日町市。
- 新潟縣新井市（2005年4月1日），改名為妙高市。
- 富山縣富山市（2005年4月1日），合併為新富山市。
- 長野縣中野市（2005年4月1日），合併為新中野市。
- 長野縣佐久市（2005年4月1日），合併為新佐久市。
- 靜岡縣磐田市（2005年4月1日），合併為新磐田市。
- 靜岡縣掛川市（2005年4月1日），合併為新掛川市。
- 靜岡縣袋井市（2005年4月1日），合併為新袋井市。
- 愛知縣尾西市（2005年4月1日），編入到一宮市。
- 兵庫縣豐岡市（2005年4月1日），合併為新豐岡市。
- 和歌山縣海南市（2005年4月1日），合併為新海南市。
- 愛媛縣伊予市（2005年4月1日），合併為新伊予市。
- 大分縣竹田市（2005年4月1日），合併為新竹田市。
- 沖繩縣石川市（2005年4月1日），合併為宇流麻市。
- 沖繩縣具志川市（2005年4月1日），合併為宇流麻市。
- 高知縣中村市（2005年4月10日），合併為四萬十市。
- 新潟縣三條市（2005年5月1日），合併為新三條市。
- 和歌山縣田邊市（2005年5月1日），合併為新田邊市。
- 靜岡縣島田市（2005年5月5日），合併為新島田市。
- 岩手縣宮古市（2005年6月6日），合併為新宮古市。
- 千葉縣旭市（2005年7月1日），合併為新旭市。
- 靜岡縣天龍市（2005年7月1日），編入到濱松市。
- 靜岡縣濱北市（2005年7月1日），編入到濱松市。
- 愛媛縣宇和島市（2005年8月1日），合併為新宇和島市。
- 熊本縣八代市（2005年8月1日），合併為新八代市。
- 北海道士別市（2005年9月1日），合併為新士別市。
- 茨城縣古河市（2005年9月12日），合併為新古河市。
- 岩手縣一關市（2005年9月20日），合併為新一關市。
- 岩手縣遠野市（2005年10月1日），合併為新遠野市。
- 秋田縣橫手市（2005年10月1日），合併為新橫手市。
- 山形縣鶴岡市（2005年10月1日），合併為新鶴岡市。
- 茨城縣石岡市（2005年10月1日），合併為新石岡市。
- 埼玉縣熊谷市（2005年10月1日），合併為新熊谷市。
- 埼玉縣春日部市（2005年10月1日），合併為新春日部市。
- 埼玉縣上福岡市（2005年10月1日），合併為富士見野市。
- 石川縣加賀市（2005年10月1日），合併為新加賀市。
- 福井縣武生市（2005年10月1日），合併為越前市。
- 愛知縣新城市（2005年10月1日），合併為新新城市。
- 兵庫縣龍野市（2005年10月1日），合併為龍野市。（市名改由平假名顯示）
- 兵庫縣西脇市（2005年10月1日），合併為新西脇市。
- 和歌山縣新宮市（2005年10月1日），合併為新新宮市。
- 島根縣濱田市（2005年10月1日），合併為新濱田市。
- 島根縣大田市（2005年10月1日），合併為新大田市。
- 山口縣山口市（2005年10月1日），合併為新山口市。
- 佐賀縣佐賀市（2005年10月1日），合併為新佐賀市。
- 長崎縣平戶市（2005年10月1日），合併為新平戶市。
- 大分縣杵築市（2005年10月1日），合併為新杵築市。
- 沖繩縣平良市（2005年10月1日），合併為宮古島市。
- 熊本縣玉名市（2005年10月3日），合併為新玉名市。
- 北海道釧路市（2005年10月11日），合併為新釧路市。
- 香川縣觀音寺市（2005年10月11日），合併為新觀音寺市。
- 鹿兒島縣串木野市（2005年10月11日），合併為市來串木野市。
- 山形縣酒田市（2005年11月1日），合併為新酒田市。
- 富山縣高岡市（2005年11月1日），合併為新高岡市。
- 富山縣新湊市（2005年11月1日），合併為射水市。
- 山梨縣鹽山市（2005年11月1日），合併為甲州市。
- 三重縣伊勢市（2005年11月1日），合併為新伊勢市。
- 三重縣熊野市（2005年11月1日），合併為新熊野市。
- 福島縣白河市（2005年11月7日），合併為新白河市。
- 鹿兒島縣加世田市（2005年11月7日），合併為南薩摩市。
- 鹿兒島縣國分市（2005年11月7日），合併為霧島市。
- 福島縣二本松市（2005年12月1日），合併為新二本松市。

## 2006年以後
- 岩手縣花卷市（2006年1月1日），合併為新花卷市。
- 岩手縣二戶市（2006年1月1日），合併為新二戶市。
- 福島縣原町市（2006年1月1日），合併為南相馬市。
- 茨城縣水海道市（2006年1月1日），改名為常總市。
- 埼玉縣深谷市（2006年1月1日），合併為新深谷市。
- 新潟縣五泉市（2006年1月1日），合併為新五泉市。
- 新潟縣栃尾市（2006年1月1日），編入到長岡市。
- 三重縣津市（2006年1月1日），合併為新津市。
- 三重縣久居市（2006年1月1日），合併為新津市。
- 長崎縣松浦市（2006年1月1日），合併為新松浦市。
- 宮崎縣都城市（2006年1月1日），合併為新都城市。
- 鹿兒島縣鹿屋市（2006年1月1日），合併為新鹿屋市。
- 鹿兒島縣指宿市（2006年1月1日），合併為新指宿市。
- 福島縣喜多方市（2006年1月4日），合併為新喜多方市。
- 埼玉縣本庄市（2006年1月10日），合併為新本庄市。
- 廣島縣因島市（2006年1月10日），編入到尾道市。
- 千葉縣八日市場市（2006年1月23日），合併為匝瑳市。
- 石川縣輪島市（2006年2月1日），合併為新輪島市。
- 兵庫縣洲本市（2006年2月11日），合併為新洲本市。
- 滋賀縣長濱市（2006年2月13日），合併為新長濱市。
- 岩手縣水澤市（2006年2月20日），合併為奧州市。
- 岩手縣江刺市（2006年2月20日），合併為奧州市。
- 群馬縣澀川市（2006年2月20日），合併為新澀川市。
- 青森縣弘前市（2006年2月27日），合併為新弘前市。
- 和歌山縣橋本市（2006年3月1日），合併為新橋本市。
- 佐賀縣武雄市（2006年3月1日），合併為新武雄市。
- 北海道北見市（2006年3月5日），合併為新北見市。
- 岩手縣久慈市（2006年3月6日），合併為新久慈市。
- 長野縣上田市（2006年3月6日），合併為新上田市。
- 鹿兒島縣出水市（2006年3月13日），合併為新出水市。
- 群馬縣安中市（2006年3月18日），合併為新安中市。
- 茨城縣笠間市（2006年3月19日），合併為新笠間市。
- 栃木縣日光市（2006年3月20日），合併為新日光市。
- 栃木縣今市市（2006年3月20日），合併為新日光市。
- 新潟縣燕市（2006年3月20日），合併為新燕市。
- 山口縣岩國市（2006年3月20日），合併為新岩國市。
- 福岡縣甘木市（2006年3月20日），合併為朝倉市。
- 宮崎縣小林市（2006年3月20日），合併為新小林市。
- 鹿兒島縣名瀨市（2006年3月20日），合併為奄美市。
- 秋田縣能代市（2006年3月21日），合併為新能代市。
- 福岡縣飯塚市（2006年3月26日），合併為新飯塚市。
- 北海道名寄市（2006年3月27日），合併為新名寄市。
- 群馬縣富岡市（2006年3月27日），合併為新富岡市。
- 千葉縣佐原市（2006年3月27日），合併為香取市。
- 福岡縣山田市（2006年3月27日），合併為嘉麻市。
- 熊本縣本渡市（2006年3月27日），合併為天草市。
- 熊本縣牛深市（2006年3月27日），合併為天草市。
- 宮城縣氣仙沼市（2006年3月31日），合併為新氣仙沼市。
- 宮城縣古川市（2006年3月31日），合併為大崎市。
- 富山縣黑部市（2006年3月31日），合併為新黑部市。
- 長野縣伊那市（2006年3月31日），合併為新伊那市。
- 山口縣美禰市（2008年3月21日），合併為新美禰市。
- 新潟縣村上市（2008年4月1日），合併為新村上市。
- 鹿兒島縣大口市（2008年11月1日），合併為伊佐市。
- 宮崎縣日南市（2009年3月30日），合併為新日南市。
- 福岡縣前原市（2010年1月1日），合併為絲島市。
- 滋賀縣近江八幡市（2010年3月21日），合併為新近江八幡市。
- 埼玉縣加須市（2010年3月23日），合併為新加須市。
- 埼玉縣久喜市（2010年3月23日），合併為新久喜市。
- 栃木縣栃木市（2010年3月29日），合併為新栃木市。
- 埼玉縣鳩谷市（2011年10月11日），編入到川口市。

## 外部連結
- 近年已消滅的町村郡